# Sitting Ducks
Sitting Ducks (en español: Patos Astutos) son una serie de litografías creadas por el dibujante Michael Bedard en la década de los 70. Representa a una interpretación literal de la expresión "presa fácil". La imagen trata de tres patos que se relajan bajo el sol en sillas playeras junto a una piscina, uno mira hacia arriba y ve dos orificios de bala en la pared.
Bedard luego pasó a crear toda una serie de "Sitting Ducks", que culminó en un libro para niños, una serie de dibujos animados y un videojuego.

## Libro
El libro de "Sitting Ducks: Patos Astutos" fue lanzado en 1999 por el mismo Michael Bedard. El libro tiene la trama de dos cocodrilos quienes nacen en una fábrica de patos que es enviada a Ducktown, una ciudad para patos que está rodeada de vallas para que engorden los patos. Un pato habitante de la ciudad termina haciéndose amigo de uno de los cocodrilos y este le enseña al pato que pueden no engordar, volar y evitar ser comidos.

## Serie de televisión
La serie de televisión fue lanzada en septiembre de 2001 por Michael Bedard. La historia de centra en un pato llamado Bill y su amigo Aldo quienes tienen historias y aventuras en su scooter por el pueblo de Ducktown.

## Videojuego
El videojuego fue lanzado en 2004 por LSP Games para GameCube, PlayStation 2 y Microsoft Windows. El videojuego desarrolla en niveles y juegos la misma historia de la serie